# Senesino
Senesino (vlastním jménem Francesco Bernardi, 31. října 1686, Siena - 27. listopadu 1758 tamtéž) byl slavný italský pěvec, altový kastrát, dnes připomínaný zejména kvůli dlouhodobé spolupráci se skladatelem Georgem Friedrichem Händelem.

## Život a kariéra
Senesino byl synem holiče ze Sieny (odtud jeho umělecké jméno). Do katedrálního sboru tam nastoupil v roce 1695 a byl vykastrován v poměrně pozdním věku třinácti let. Debutoval v Benátkách roku 1707 a během dalšího desetiletí si získal evropskou reputaci.
V roce 1720 byl Senesino angažován Händelem v Londýně jako primo uomo (hlavní zpěvák) ve společnosti Royal Academy of Music. Poprvé se objevil v novém nastudování opery Radamisto dne 28. prosince a jeho plat se různě uvádí mezi 2000 a 3000 liber, což tehdy byly obrovské částky. Senesino zůstal v Londýně po většinu následujících šestnácti let. Stal se přítelem a spolupracovníkem mnoha lidí na nejvyšších úrovních společnosti a shromáždil skvělou sbírku obrazů, vzácných knih, vědeckých nástrojů a dalších cenností, včetně stříbrného servisu od slavného Paula de Lamerie. Vystoupil celkem v 17 hlavních mužských rolích Händelových oper (například v operách Giulio Cesare, Orlando a Rodelinda). Jeho vztah k Händelovi se ovšem postupně zhoršoval a nakonec Senesino roku 1733 přešel do konkurenčního souboru Opera of the Nobility, kde se na jevišti sešel i s jiným slavným kastrátem Farinellim.
Senesino opustil Anglii v roce 1736, pak ještě nějaký čas vystupoval v Itálii: v letech 1737-1739 vystupoval ve Florencii a poté do roku 1740 v Neapoli.
Následně odešel na odpočinek do rodné Sieny, kde si postavil nádherný dům a žil podle anglické módy. Poslední roky života této poněkud výstřední osobnosti poznamenaly spory s členy jeho rodiny, zejména s jeho synovcem a dědicem Giuseppem.